# Timana costalis
Timana costalis är en fjärilsart som beskrevs av Walker 1869. Timana costalis ingår i släktet Timana och familjen mätare. Inga underarter finns listade i Catalogue of Life.